# Салацгрива
Са́лацгрива (латыш. Salacgrīvaо файле; до 1917 года — Салисы, нем. Salis) — город на севере Латвии, в Лимбажском крае. До 2009 года входил в состав Лимбажского района, затем до 2021 года являлся административным центром Салацгривского края.
Находится на восточном берегу Рижского залива, в устье реки Салаца. Расстояние до Риги — 103 км, Лимбажи — 50 км, Валмиеры — 95 км. Площадь города — 13,19 км².
Название города отражает его местонахождение в устье Салацы. Город был основан как ливское рыбацкое поселение и до настоящего времени сохраняет ауру рыбацкого городка.

## Достопримечательности
Салацское городище. В 1226 году здесь построили замок рижского епископа Альберта, который был разрушен в начале XVIII века.
Салацгривский музей. Экспозиция «Путь миног». Передвижная экспозиция об истории, искусстве и быте рыбаков Салацгривского края.

## Промышленность
Предприятие «Brīvais vilnis» — одно из крупнейших предприятий Латвии по производству шпрот. Построено в 1949 году и до сих пор считается одним из крупнейших в Видземе. В настоящее время предприятие поставляет свою продукцию в 35 стран — от Украины и Грузии до Объединённых Арабских Эмиратов и Китая.

## Транспорт
В Салацгриве имеется автобусное сообщение. Автобусы курсируют в Ригу, Цесис и Лимбажи:
- № 7514: Айнажи — Рига;
- № 7778: Айнажи — Цесис;
- № 6656: Айнажи — Олтужи — Лимбажи.